# Scotopteryx caucasica
Scotopteryx caucasica är en fjärilsart som beskrevs av Niesiolowski 1937. Scotopteryx caucasica ingår i släktet backmätare, och familjen mätare. Inga underarter finns listade.